# Vitănești
Vitănești là một xã thuộc hạt Teleorman, România. Dân số thời điểm năm 2002 là 3312 người.